# Katastrofa kolejowa na Gare Montparnasse
Katastrofa kolejowa na Gare Montparnasse – wypadek kolejowy, który miał miejsce 22 października 1895 roku na dworcu kolejowym Montparnasse w Paryżu.

## Przebieg zdarzeń
22 października 1895 roku pociąg ekspresowy nr 56 relacji Granville – Paryż zmierzał do stolicy Francji na dworzec Montparnasse. Lokomotywę (model 121, nr boczny 721) prowadził doświadczony maszynista z 19-letnim stażem, Guillaume Marie Pellerin. Skład tworzyła lokomotywa z tendrem, za nią znajdował się wagon pocztowy, następnie dwa wagony bagażowe i osiem wagonów pasażerskich. Całość zamykał kolejny wagon bagażowy. W pociągu znajdowało się 131 osób.
Maszynista składu, mając 9-minutowe opóźnienie i chcąc je nadrobić, wjechał na dworzec ze zbyt dużą prędkością, ok. 40–60 km/h. Z nieznanych przyczyn nie zadziałały hamulce zespolone, natomiast skuteczność hamulców samej lokomotywy, których użył maszynista, okazała się niewystarczająca do wyhamowania składu. Pociąg przetoczył się przez peron, przełamał kozioł oporowy, przebił przeszkloną ścianę dzielącą perony od hali dworcowej i zewnętrzną ścianę dworca (grubość 60 cm). Następnie lokomotywa wypadła na znajdujący się na poziomie placu Rennes przystanek tramwajowy, miażdżąc jego wiatę.
Szczęśliwie wszystkie wagony pasażerskie pozostały na dworcu. Ówczesne dworce kolejowe budowano na wysokość kilku pięter, pociąg zawisł więc pomiędzy przebitą ścianą a chodnikiem – różnica poziomów wynosiła 10 m.

## Skutki
W wyniku wypadku zginęła jedna osoba na ulicy, a pięć zostało ciężko rannych: dwójka pasażerów, strażak i dwóch pracowników kolejowych.
Lokomotywa runęła na kiosk z wyrobami tytoniowymi i prasą, znajdujący się przed dworcem. Prowadząca kiosk Marie-Augustine Aguilard poniosła śmierć na miejscu wskutek obrażeń odniesionych od uderzenia przez jedną ze spadających kamiennych brył. Jeden przechodzień został ranny na skutek uderzeń spadającymi odłamkami murów.
Maszynista pociągu otrzymał karę dwóch miesięcy więzienia i grzywnę 50 franków, natomiast Albert Mariette, kierownik pociągu, został ukarany grzywną 25 franków, gdyż zajęty pracą papierkową, dopiero na moment przed wypadkiem zaciągnął dodatkowy hamulec ręczny.
Ciekawość gapiów była tak duża, że na ulicy przed dworcem zorganizowano ruch w taki sposób, aby mogli oni, po uiszczeniu opłaty, oglądać skutki wypadku: zwisającą lokomotywę oraz wagony, które pozostały na zniszczonym peronie dworca. Lokomotywa nie poniosła zbyt dużych uszkodzeń. Zabezpieczono ją drewnianym stemplowaniem, a następnie przewieziono do zakładów remontowych i po dokonaniu stosownych napraw i oględzin, ponownie wcielono do służby.

## Fotografia
Przypadkowy i anonimowy fotograf wykonał zdjęcia ukazujące ten niezwykły wypadek. 9 listopada 1895 opublikowało je czasopismo „La Nature”. Były to dwie ilustracje przedstawiające miejsce wypadku i położenie zabezpieczonej lokomotywy wraz z wagonami.
Niezwykłość i unikatowość fotografii polegała na tym, że fotograf wykonujący zdjęcia fasady dworca na potrzeby firmy drukującej pocztówki, uchwycił wypadek na płycie fotograficznej najzupełniej przypadkowo. Udało mu się na pierwszym zdjęciu sfotografować lokomotywę wypadającą przez ścianę dworca w potężnym rozprysku kamiennych odłamków.
Jednak to nie to zdjęcie przeszło do historii. Fotograf uznał, że pierwsze, niezwykle sugestywne zdjęcie zupełnie się nie udało i po prostu o nim zapomniał. Przypomniał sobie o nim później, gdy ponownie odkrył je podczas wywoływania innych materiałów. Najsłynniejsze okazały się więc późniejsze zdjęcia lokomotywy, wykonane już po upadku.

## Wpływy kulturowe

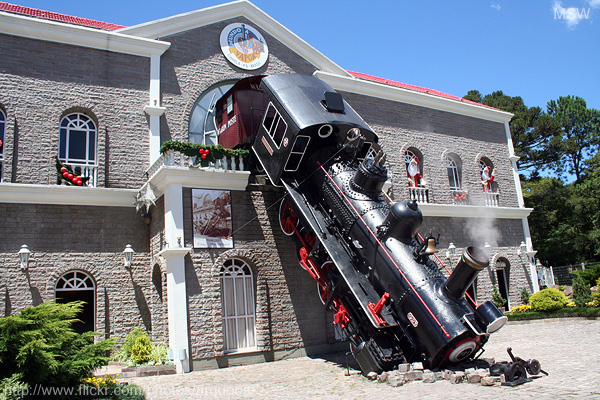
Replika wypadku w brazylijskim mieście Canela

Ponieważ fotografia przedstawiała nietypowy i oryginalny obraz, dokumentując wydarzenie zaskakujące i bezprecedensowe, stała się jedną z inspiracji dla surrealistów – wyznawców kierunku, który miał się dopiero narodzić jako awangardowy w sztuce.
Obecnie fotografia jest wykorzystywana w wielu miejscach. Zamieszcza się ją na plakatach, kubkach, zeszytach, w albumach i na pocztówkach – w historii światowej fotografii jest jednym z tzw. „kultowych zdjęć”.
Wykorzystali ją m.in. muzycy grup muzycznych: holenderskiej The Ex na okładce albumu „Scrabbling at the Lock” (1991) i amerykańskiej Mr. Big (Lean into It, 1991). W Brazylii w mieście Canela w muzeum kolei parowej znajduje się instalacja imitująca wypadek na Montparnasse.
Scena wypadku została odtworzona w filmie Hugo i jego wynalazek w reż. Martina Scorsese.